# Рєпін Микола Петрович

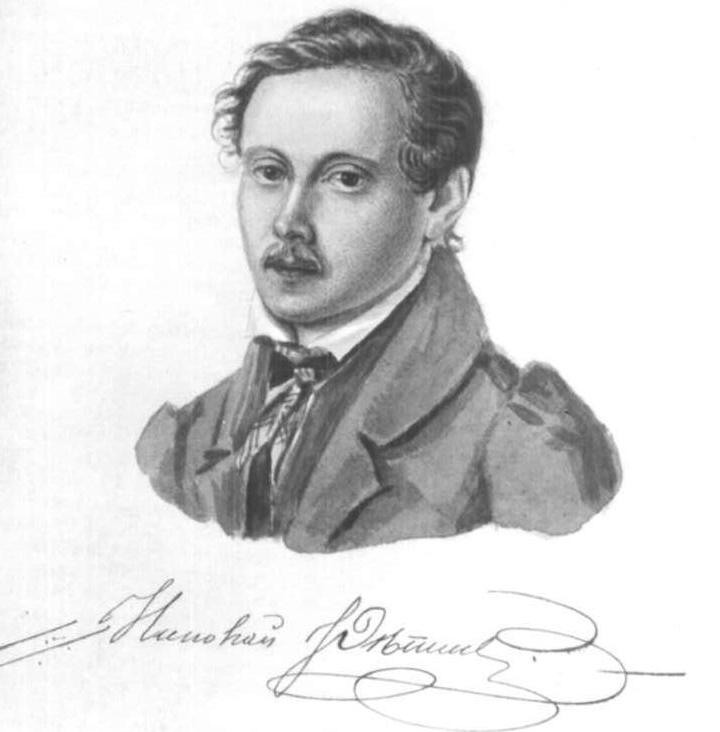
Рєпін Микола Петрович. 1831 рік. Акварель Бестужева.

Рєпін Микола Петрович (1796 — 28 вересня 1831) — штабс-капітан лейб-гвардії Фінляндського полку, декабрист, художник-аквареліст.

## Біографія
З дворян Санкт-Петербурзької губернії. Батько — статський радник Петро Опанасович Рєпін (помер в 1811 році), мати — Катерина Сергіївна Авсова (1761–1808). Виховувався в пансіоні Жакино і вдома. Отримав різносторонню освіту під керівництвом свого дядька, адмірала Карцова. У службу вступив юнкером в лейб-гвардії Артилерійську бригаду — 27 вересня 1811 року. Учасник закордонних походів російської армії 1813–1815 років. Переведений в 8 артилерійську бригаду — 8 жовтня 1814 року, підпоручик — 17 червня 1818 року, переведений у лейб-гвардії Фінляндський полк — 2 серпня 1818 року, поручик — 21 квітня 1822 року, штабс-капітан — 18 червня 1825 року.
Член Північного товариства з 1825 року, знав від декабриста Петра Свистунова про існування Південного товариства і його планах.
Арештований 15 грудня 1825 року полковим командиром, і відправлений до санкт-петербурзького коменданта, з 16 по 22 грудня знаходився на варті Преображенського госпіталю, 22 грудня переведений у Петропавловську фортецю. Засуджений по V розряду і по конфірмації 10 липня 1826 року засуджений до каторжних робіт на 8 років, термін скорочений до 5 років — 22 вересня 1826 року. Відправлений до Сибіру — 5 лютого 1827 року. Покарання відбував у Читинському острозі і Петровському заводі. У каторжній академії читав лекції з військових наук, цікавився математикою, історією. Після відбуття терміну в 1831 році звернений на поселення в с. Верхоленское Іркутської губернії. Після виходу з каземату Рєпін прожив трохи більше двох місяців. 28 вересня 1831 року під час пожежі вночі згорів разом з декабристом Андрєєвим, який зупинився в його будинку проїздом. Могила не збереглася.

## Художник-аквареліст
Займався живописом — зобразив види Чити, Петровського Заводу, тюремних камер.

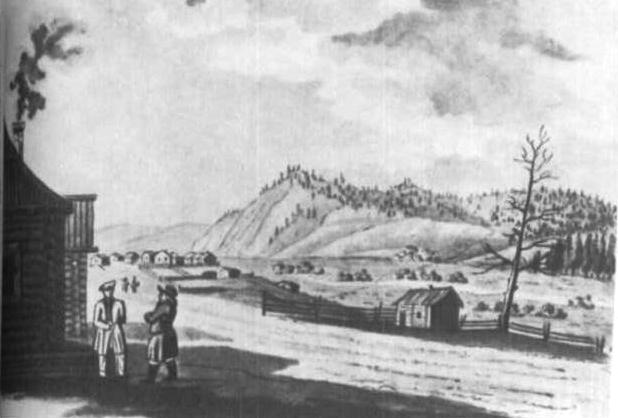
Село Хабар-Шибир на шляху з Читинського острогу до Петровського заводу.1831 рік

Декабристи на млині. Чита. 1827 рік.

На акварелі Рєпіна « Декабристи на млині» зображені: біля ручного млину С. П. Трубецькой (зі спини), Муханов і Бечаснов, в глибині Іван Якушкін. У середині кімнати розмовляють Микола Лорер (зі спини), Аврамов і Рєпін (з трубкою), ліворуч читає Є. П. Оболенський, в дверях — Фонвізін.